# Georges Delerue Award
Der Georges Delerue Award for Best Music, auch Prix Georges Delerue, ist ein Preis für die beste Filmmusik, der seit 1985 jährlich während des Film Fest Gent verliehen wird.
Der Preis ist mit 10.000 Euro dotiert (Stand 2016) und zusätzlich mit 15.000 Euro für die Medienkampagne.
Preisträger sind u. a. Benny Andersson, Volker Bertelmann, Carter Burwell, Bruno Coulais, Ry Cooder, Jerskin Fendrix, Tony Gatlif, Ruben De Gheselle, Vladimír Godár, Jonny Greenwood, Johnny Jewel, Ahrin Mishan, Rachel Portman, Dan Romer, Howard Shore, Vangelis, Stephen Warbeck.
Benannt ist der Preis nach dem französischen Filmkomponisten Georges Delerue.